# Bailar pegados
«Bailar pegados» en el primer sencillo del disco Sintiéndonos la piel del cantante español Sergio Dalma. Fue escrita y producida por Julio Seijas y Luis Gómez-Escolar y representó a España en el Festival de la Canción de Eurovisión 1991. 

## Eurovisión
TVE escogió este tema para representar a España en el Festival de la Canción de Eurovisión de entre varias propuestas como Polvo de Estrellas de Serafín Zubiri. El certamen se celebró en Roma, Italia, el sábado 4 de mayo. La canción quedó en la cuarta posición, siendo una de las mejores clasificaciones de España en el certamen, con 119 votos. Todos los países, salvo dos, votaron a Dalma. 
Al tema tuvo que suprimírsele en el directo una estrofa y un estribillo debido a su duración. A raíz de su actuación en el festival, la popularidad de Sergio Dalma aumentó como la espuma, recibiendo numerosos premios a nivel nacional e internacional y catapultando las ventas del álbum hasta alcanzar las 700.000 copias. 

### Votación
| ......Participante..... | Pts. | Bandera de Chipre | Bandera de Suiza | Bandera de Grecia | Bandera de Yugoslavia | Bandera de Turquía | Bandera de Portugal | Bandera de Alemania | Bandera de Austria | Bandera de Malta | Bandera de Luxemburgo | Bandera de Francia | Bandera de Bélgica | Bandera de Irlanda | Bandera de Suecia | Bandera de Noruega | Bandera de Finlandia | Bandera de Islandia | Bandera de Israel | Bandera del Reino Unido |
| ----------------------- | ---- | ----------------- | ---------------- | ----------------- | --------------------- | ------------------ | ------------------- | ------------------- | ------------------ | ---------------- | --------------------- | ------------------ | ------------------ | ------------------ | ----------------- | ------------------ | -------------------- | ------------------- | ----------------- | ----------------------- |
| España                  | 119  | 12                | 12               | 10                | 8                     | 8                  | 8                   | 7                   | 7                  | 6                | 6                     | 6                  | 6                  | 6                  | 4                 | 4                  | 4                    | 2                   | 2                 | 1                       |

## Éxito
Además de su éxito en el festival, la canción se convirtió en un éxito personal para Sergio. El álbum Sintiéndonos la piel, el segundo trabajo de Sergio, llegó al número 3 y obtuvo cuatro discos de platino por la venta de más de 400.000 copias. 
Es un tema habitual en recopilatorios de temas románticos y grandes canciones de la historia del pop en España. En mayo de 2008 fue elegida en la gala de TVE Europasión como el mejor tema de España en Eurovisión por votación popular, siendo interpretada en aquella ocasión por el cantante David Civera.
Es también una de las canciones del festival más reproducidas en la plataforma Spotify.
En 2007 esta canción formó parte de la banda sonora de la película El club de los suicidas dirigida por Roberto Santiago.